# Kanton Lacaune
Kanton Lacaune (francouzsky Canton de Lacaune) je francouzský kanton v departementu Tarn v regionu Midi-Pyrénées. Tvoří ho sedm obcí.

## Obce kantonu
- Berlats
- Escroux
- Espérausses
- Gijounet
- Lacaune
- Senaux
- Viane